# Felix Sánchez Classic 2023
Das Felix Sánchez Classic 2023 war eine Leichtathletik-Veranstaltung, die am 1. April im Estadio Olímpico Félix Sánchez in der dominikanischen Hauptstadt Santo Domingo stattfand. Sie war Teil der World Athletics Continental Tour und zählte zu den Bronze-Meetings.

## Resultate

### Männer

#### 200 m
| Platz | Athlet                  | Land | Zeit (s) |
| ----- | ----------------------- | ---- | -------- |
| 1     | Érick Sánchez           | DOM  | 20,88    |
| 2     | José González           | DOM  | 20,94    |
| 3     | Jeison Phipps           | DOM  | 21,11    |
| 4     | Melbin Marcelino        | DOM  | 21,21    |
| 5     | Franquelo Pérez         | DOM  | 21,25    |
| 6     | Shainer Rengifo Montoya | CUB  | 21,27    |
| 7     | Ian Kerr                | BAH  | 21,29    |
| 8     | José Cornejo            | DOM  | 21,56    |

Wind: −1,8 m/s

#### 400 m
| Platz | Athlet             | Land | Zeit (s) |
| ----- | ------------------ | ---- | -------- |
| 1     | Lidio Féliz        | DOM  | 46,02    |
| 2     | Alexander Ogando   | DOM  | 46,23    |
| 3     | Ezequiel Suárez    | DOM  | 46,26    |
| 4     | Wilber Encarnación | DOM  | 46,30    |
| 5     | Robert King        | DOM  | 46,36    |
| 6     | Ferdy Agramonte    | DOM  | 46,60    |
| 7     | Yeral Núñez        | DOM  | 46,72    |
| 8     | Netfer Santana     | DOM  | 46,91    |

Zusammenfassung der besten acht aus zwei Zeitläufen

#### 110 m Hürden
| Platz | Athlet                  | Land | Zeit (s) |
| ----- | ----------------------- | ---- | -------- |
| 1     | Eric Edwards            | USA  | 13,65    |
| 2     | Damion Thomas           | JAM  | 13,73    |
| 3     | Cristian Rodríguez      | DOM  | 14,46    |
| 4     | Junior Tatís            | DOM  | 14,85    |
| 5     | Alexander De los Santos | DOM  | 14,96    |
| 6     | Randy Manzanllo         | DOM  | 15,07    |
| 7     | José Paulino            | DOM  | 15,07    |

Wind: −0,5 m/s

#### 300 m Hürden
| Platz | Athlet         | Land | Zeit (s) |
| ----- | -------------- | ---- | -------- |
| 1     | Yeral Núñez    | DOM  | 34,94    |
| 2     | Juander Santos | DOM  | 35,23    |
| 3     | Quincy Downing | USA  | 35,71    |
| 4     | Yoao Illas     | CUB  | 36,00    |
| 5     | Malcum Tatum   | USA  | 36,11    |
| 6     | Rene Fransua   | HAI  | 36,18    |
| 7     | Michael Olasio | PUR  | 37,22    |

#### Dreisprung
| Platz | Athlet              | Land | Weite (m) |
| ----- | ------------------- | ---- | --------- |
| 1     | Juandel Bueno       | DOM  | 16,44     |
| 2     | Kaiwan Culmer       | BAH  | 16,01     |
| 3     | Cesar Jasmin        | DOM  | 15,81     |
| 4     | Fredy Lemus         | GUA  | 15,53     |
| 5     | Janthan Solano      | DOM  | 14,78     |
| 6     | Anderson Concepción | DOM  | 14,59     |

### Frauen

#### 200 m
| Platz | Athletin             | Land | Zeit (s) |
| ----- | -------------------- | ---- | -------- |
| 1     | Leah Anderson        | JAM  | 23,10    |
| 2     | Lauren Rain Williams | USA  | 23,26    |
| 3     | Yunisleydis García   | CUB  | 23,32    |
| 4     | Martha Méndez        | DOM  | 23,47    |
| 5     | Yarima García        | CUB  | 23,73    |
| 6     | Liranyi Alonso       | DOM  | 24,18    |
| 7     | Milagros Durán       | DOM  | 24,67    |

Wind: −0,9 m/s

#### 300 m
| Platz | Athletin             | Land | Zeit (s) |
| ----- | -------------------- | ---- | -------- |
| 1     | Fiordaliza Cofil     | DOM  | 36,36    |
| 2     | Roxana Gómez         | CUB  | 36,50    |
| 3     | Leah Anderson        | JAM  | 36,55    |
| 4     | Tábata de Carvalho   | BRA  | 37,10    |
| 5     | Yarima García        | CUB  | 38,14    |
| 6     | Awtif Imoleayo Ahmed | BHR  | 38,31    |
| 7     | Milagros Durán       | DOM  | 39,19    |
| 8     | Laura Santana        | DOM  | 39,25    |

#### 600 m
| Platz | Athletin        | Land | Zeit (min) |
| ----- | --------------- | ---- | ---------- |
| 1     | Lisneidy Veitía | CUB  | 1:26,32    |
| 2     | Daily Cooper    | CUB  | 1:26,60    |
| 3     | Kayla Johnson   | USA  | 1:29,33    |
| 4     | Lilian Reyes    | DOM  | 1:30,56    |
| 5     | Mikeiry Moreno  | DOM  | 1:30,57    |
| 6     | Mariana Pérez   | DOM  | 1:33,70    |

#### 100 m Hürden
| Platz | Athletin            | Land | Zeit (s) |
| ----- | ------------------- | ---- | -------- |
| 1     | Ebony Morrison      | LBR  | 13,09    |
| 2     | Mariam Abdul-Rashid | CAN  | 13,18    |
| 3     | Paola Vázquez       | PUR  | 13,48    |
| 4     | Emma Nwofor         | GBR  | 13,95    |
| 5     | Yesi Tejeda         | DOM  | 15,48    |

Wind: −0,3 m/s

#### 300 m Hürden
| Platz | Athletin           | Land | Zeit (s) |
| ----- | ------------------ | ---- | -------- |
| 1     | Cassandra Tate     | USA  | 39,43    |
| 2     | Kaila Barber       | USA  | 39,85    |
| 3     | Franchina Martínez | DOM  | 41,52    |
| 4     | Evelin del Carmen  | DOM  | 42,78    |
| 5     | Micheiry Brito     | DOM  | 43,82    |
| 6     | Deya Erickson      | IVB  | 46,43    |

#### Hochsprung
| Platz | Athletin              | Land | Höhe (m) |
| ----- | --------------------- | ---- | -------- |
| 1     | Marysabel Senyu       | DOM  | 1,85     |
| 2     | Kyrsy Marmolejos      | DOM  | 39,85    |
| 2     | Martina Reyes         | DOM  | 1,55     |
| 2     | Katherin Herrera      | DOM  | 1,55     |
| 5     | Alexandra Reyes Santa | DOM  | 1,55     |